# Адальрих (герцог Эльзаса)
Адальрих (Адальрик или Этихо; лат. Adalricus, фр. Adalrich, лат. Eticho; умер после 683) — герцог Эльзаса в последней трети VII века, родоначальник Этихонидов.

## Биография

### Исторические источники
Адальрих известен из нескольких средневековых исторических источников. Из них наиболее подробные нарративные источники — жития дочери Адальриха святой Одилии, святого Германа Грандвальского и святого Леодегария. Также Адальрих упоминается в нескольких средневековых хрониках: в том числе, в «Гогенбургской хронике», «Эберсхаймской хронике» и «Марбурхских анналах».

### Прозвище
В «Житии Одилии» Адальрих наделён прозвищем Этихо («князь Этихо»; лат. princeps Eticho). Под этим прозвищем он также упоминается в нескольких хартиях и во многих исторических трудах Позднего Средневековья и Нового времени, а его ближайшие потомки известны как Этихониды. Однако в наиболее достоверных источниках — завещании Одилии и в хартиях Карломана (770 год) и Карла Великого (810 год) Мюнстерскому аббатству — он упоминается только как Адальрих (лат. Adalricus, Chatalrichus или Chadich).

### Происхождение
Происхождение Адальриха точно не установлено. Согласно одним преданиям, Адальрих был выходцем из семьи, имевшей владения в паге Атториенс, находившемся между Дижоном и Лангром. В VII веке члены этого рода были главными основателями и покровителями местных монастырей. К этой семье принадлежал и герцог Амальгар, со своей женой Аквилиной основавший женский монастырь в Брегилье и мужское аббатство Святого Петра в Безе. По мнению Кристиана Сеттипани, родителями Аквилины были Вальделен, знатная персона в области между Альпами и Юрскими горами, и Элия Флавия, возможно, родственница Магна Феликса Эннодия и Сиагрия. Третьим ребёнком Амальгара и Аквилины был Адальрих, герцог в Атториенсе и отец эльзасского герцога Адальриха. Матерью Адальриха, возможно, была Хильтруда из Бургундии, дочь патриция Гиллебауда, потомка бургундских королей и Ферреола. Однако в трудах некоторых авторов отцом Адальриха называется майордом Нейстрии Леудезий, в «Житии Одилии» упоминающийся под именем Ливтерих. Того, в свою очередь, считают правнуком короля Хлотаря I и Ингунды. Предполагается, что Билихильда, супруга Ансберта, была их дочерью. В свою очередь, сыном Ансберта и Билихильды был Эрхиноальд, а внуком — Леудезий. О таком же происхождении Адальриха сообщается и в «Гогенбургской хронике». Как бы то ни было, из обоих свидетельств следует, что среди предков Адальриха были алеманны, галло-римляне, франки и бургунды, иногда известные из других источников. Однако многие медиевисты утверждают, что все эти родственные связи, по большей части, только предположительны. Достоверно установленным же являются только генеалогические данные, начиная с самого Адальриха.

### Ранние годы

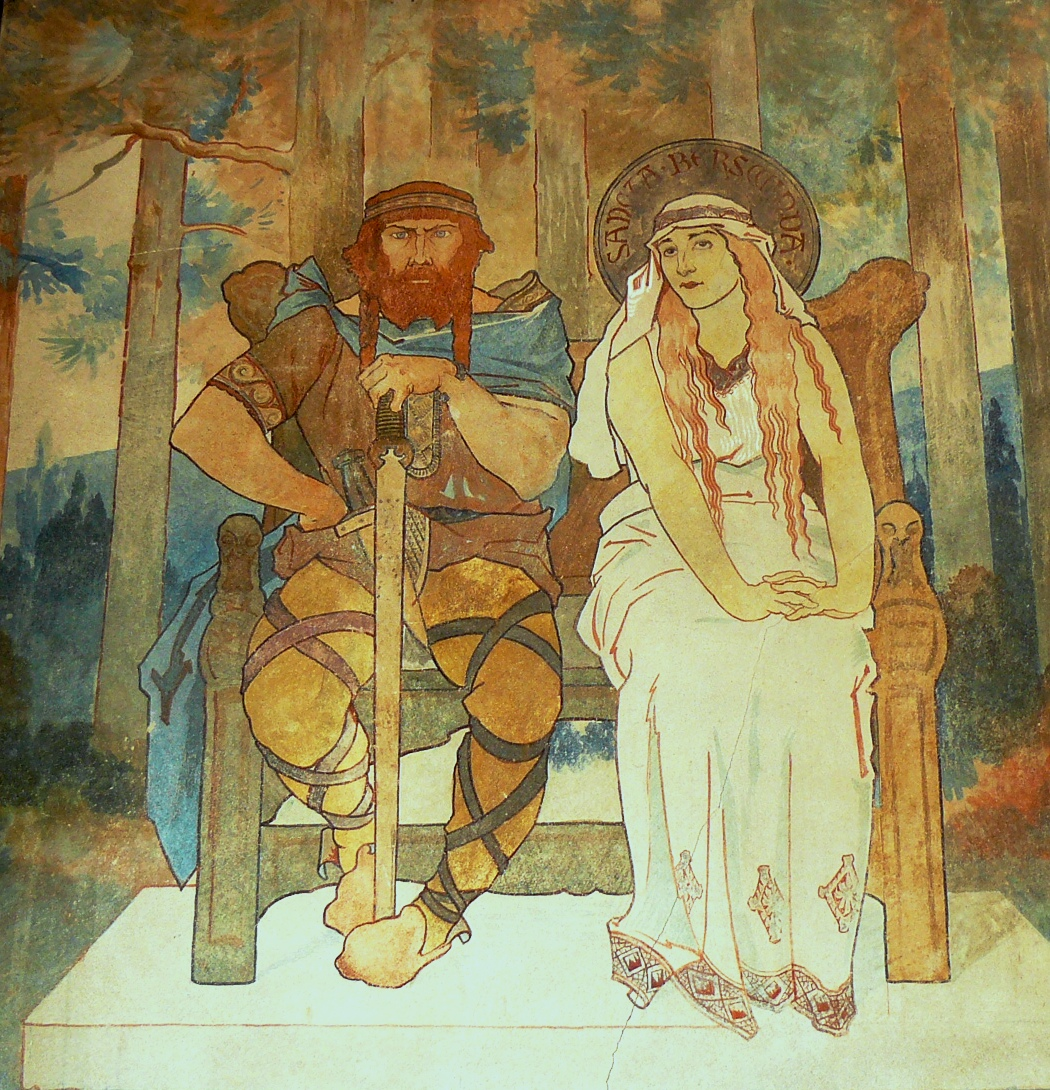
Адальрих и Бересвинда.
Фреска Ш. Спиндлера. Сент-Одиль

Первые сведения о Адальрихе относятся к середине VII века, когда около 655 года он женился на Бересвинде (или Берсвинде). Согласно «Гогенбургской хронике», та была тётей по матери епископа Отёна Леодегария и сестрой королевы франков. В «Эберсхаймской хронике» также упоминается, что братом Бересвинды был епископ Пуатье Дидон. О том, кто была эта франкская королева, идут споры: одни считают, что это была Химнехильда, жена короля Австразии Сигиберта III, другие — что Билихильда, супруга Хильдерика II. На основании ономастических данных, некоторые историки считают жену Адальриха также сестрой Гугоберта. В агиографической литературе Бересвинда описывается как очень набожная женщина, пользовавшаяся своими богатствами для помощи бедным. Каждый день она удалялась в наиболее отдалённые части своего дома, чтобы в одиночестве предаваться молитвам и чтению Священного Писания.
В 663 году отец Адальриха был лишён королём Хлотарем III своих владений. Его преемником стал Сихельм. Однако, по свидетельству «Эберсхаймской хроники», уже в 665 году Адальрих получил обратно отцовские владения: паг Атториенс и должность управляющего королевской виллой Обернай.

### Получение Эльзасского герцогства
После смерти короля Хлотаря III в 673 году Адальрих вместе с некоторыми другими представителями знати призвал Хильдерика II занять престол Нейстрии и Бургундии.
К марту 673 года Адальрих был уже герцогом Эльзаса. Об этом свидетельствует данная 4 марта королём Хильдериком II дарственная хартия Мюнстерскому аббатству (в современном Мюнстере), в которой Адальрих (лат. dux Chadicho) упоминается как «dux». В этом документе король позволял герцогу передать некоторые земельные владения настоятелю этого аббатства Валедию.
В написанном Боболеном «Житии Германа, аббата Грандвальского» Адальрих назван преемником в герцогском титуле Бонифация, последнее упоминание о котором датируется 664 или 666 годом. Предполагается, что Бонифаций мог скончаться вскоре после этого, возможно уже в 666 году, а Адальрих получить Эльзас в 673 году от короля Хильдерика II в награду за участие в призвании на престол. Полученные Адальрихом владения были урезаны по сравнению с владениями его предшественников: теперь власть герцога распространялась только на восточные склоны Вогез (включая Сюрбур), земли к югу от реки Зауэр до аббатства Монтье-Грандваль в северной части Юрских гор, а также включали Брисгау и некоторые земли на левобережье Рейна. Таким образом, под власть Адальриха были переданы только эльзасские земли, входившие в Австразию, а области к западу от Вогез находились под властью герцога Теотхара.

### Гражданская война 675—679 годов
В 675 году среди франков началась междоусобица, охватившая всё государство. Первой её жертвой стал убитый в лесу Логнес король Хильдерик II. После его гибели Адальрих вместе со своими сторонниками, среди которых были епископ Шалона-на-Соне Диддо и епископ Валанса Бобо, перешёл в лагерь сторонников короля Теодориха III и его майордома Эброина. В том же году по приказу Эброина был схвачен и Леодегарий. Однако Адальрих не сделал ничего для освобождения своего родственника, а позже спокойно воспринял известие о его казни.
Согласно «Мученичеству Леодегария, епископа Отёнского», получив в 675 году известие о убийстве префекта Прованса Гектора, Адальрих попытался захватить его владения, осадил Лион, но так и не смог взять город. Однако пока Адальрих находился в Провансе, король Теодорих III 4 сентября 676 года по неизвестным причинам лишил герцога Эльзаса всех его владений, передав те одному из своих приближённых. Из-за этого у Адальриха остались только доходы от семейного аббатства Святого Петра в Безе. Об этом упоминалось в хартии, данной Дагобертом II этому монастырю в 677 году.
Эти действия короля заставили бывшего эльзасского герцога поддержать притязания короля Дагоберта II. От этого монарха в 679 году Адальрих получил новую грамоту на владение аббатством в Безе. Когда же Дагоберт II 23 декабря того же года был убит и единым королём стал Теодорих III, Адальрих снова перешёл в лагерь сторонников этого монарха. Хотя тот был креатурой Пипина Геристальского, а семья Адальриха соперничала с Пипинидами за контроль над землями в Вогезских горах (в том числе, за покровительство аббатству Вайсембург), около 680 года Адальрих снова был утверждён Теодорихом III герцогом Эльзаса.

### Правление Эльзасом
Между 673 и 682 годами на развалинах римского форта, находившегося на горе Гогенбург (современная Сент-Одиль) по приказу Адальриха была построена крепость, ставшая резиденцией герцога Эльзаса. Однако не позднее 690 года Адальрих передал крепость своей дочери Одилии.
В Эльзасе междоусобия во Франкском государстве привели к ослаблению королевской власти. При Адальрихе австразийский король никогда не посещал Эльзас, хотя здесь в Марленайме находился один из королевских пфальцев. Делами Эльзаса из высших руководителей Австразии интересовались только Пипиниды, внимание которых к этим землям прослеживается вплоть до 740-х годов. Вероятно, начиная с 680 года Адальрих стал активно укреплять свою власть и устранять соперников. Хотя первоначально он управлял Эльзасом как уполномоченное королём должностное лицо, в 683 году он объявил своего сына Адальберта наследником. Таким образом, Эльзас стал первым светским наследственным владением, основанным одним из вассалов правителей Франкского государства. Предполагается, этому способствовал контроль, которым обладал Адальрих над находившимися в его землях монастырями. Известно также, что к концу своей жизни герцог Эльзаса смог значительно увеличить свои владения, установив свою власть над землями к югу от Юрских гор.

### Отношения с духовенством
В средневековых источниках содержатся противоречивые данные об отношении Адальрика с духовенством в подвластных ему землях. Если в агиографической литературе сообщается о нескольких крупных конфликтах герцога с монастырями, то в документах юридического характера (хартиях и дарственных грамотах) Адальрик упоминается как основатель нескольких аббатств.
В «Житии Германа, аббата Грандвальского» сообщается о преследованиях, которым Адальрих подверг братию аббатства Мутье-Грандваль, а также о конфискации герцогом для собственных нужд монастырских ценностей. Предполагается, что причиной вражды Адальриха и монахов Мутье-Грандваля было желание герцога расширить свои владения до Юрских гор. Настоятель же монастыря, аббат Герман, поддерживал притязания на эти земли Пипинидов. Согласно житию, Адальрих начал притеснять находившихся в подчинении аббатства жителей Зорнегау (в окрестностях современного Верхнего Зорна), обвиняя их в подготовке бунта. Герцог изгнал правителя области и поставил здесь своего человека, графа Эрихо. Он также переселил часть местных жителей в свои владения, хотя те, принадлежа монастырю, не подчинялись светской власти. Затем Адальрих пришёл в Зорнегау с большим войском из алеманнов, в то время как его военачальник Адальмунд вторгся в эту область с другой стороны. Оба войска на своём пути разоряли селения и творили насилия над их жителями. Герман Грандвальский и хранитель монастырской библиотеки Рандоальд вышли навстречу Адальриху со священными книгами и реликвиями, и убедили герцога согласился на мир. Однако когда правитель Эльзаса потребовал от настоятеля выплатить ему компенсацию (лат. wadium) за нанесённый его достоинству ущерб и признать Зорнегау частью Эльзасского герцогства, Герман по неизвестным причинам отказался это сделать. Когда же оба монаха направились обратно в аббатство, они были настигнуты герцогскими воинами и убиты, а Зорнегау разорён.
Возможно, в качестве епитимьи за бездействие, привёдшее к гибели святых Леодегария и Германа Грандвальского, Адальрих впоследствии сменил своё отношение к эльзасскому духовенству. В 660-х — 670-х годах Адальрих и Бересвинда основали несколько монастырей, в том числе, Мюнстерское аббатство (или Григориенталь), которое герцог населил бенедиктинцами. Около 675 года Адальрих на собственные деньги построил вблизи Сульца аббатство, получившее название Эберсмюнстер и освящённое в честь святого Маврикия. Здесь герцог разместил общину ирландских монахов во главе с Деодатом, и в 667 году передал монастырю некоторые земли у Танвилле. Оказывал Адальрих благодеяния и основанному святым Хидульфом аббатству Муайенмутье, передав этой обители многую собственность в Эльзасе, в том числе земли около Танвилле и Фельдкирша. Последнее известное дарение Адальриха монастырям датировано 25 июня 692 года, когда король Хлодвиг IV по просьбе герцога подтвердил передачу собственности аббатству Стабло-Мальмеди.
Среди основанных Адальрихом и его женой Бересвиндой монастырей наиболее крупным было построенное около 660 года Гогенбургское аббатство. В житии дочери Адальриха, святой Одилии, сообщается, что та от рождения была слепой: якобы, это было божественной карой Адальриху за его многочисленные преступления против духовенства. Желая скрыть от людей такой неблагоприятный для его репутации знак, герцог потребовал от жены убить новорождённую, но та укрыла младенца в монастыре Пальма. Здесь при крещении Одилия чудесным образом прозрела. По одним данным, это произошло при её крещении епископом Эрхардом, по другим, по молитвам святого Хидульфа из Мойенмутье. Несмотря на исцеление, Адальрих и дальше не соглашался признать Одилию своей законной дочерью. Когда же сын герцога вопреки приказу отца привёз Одилию в Гогенбург, Адальрих в гневе убил его. Опозоренный сыноубийством, герцог позволил Одилии жить в келье, где её сотоварищем была лишь одна монахиня из Британии. К концу своей жизни Адальрих примирился с Одилией, и отдал ей в управление Гогенбургское аббатство. Первоначально бывшее мужским монастырём, оно по просьбе святой Одилии было сделано женским. Здесь поселились 130 монахинь из числа знатный прирейнских семей, а сама дочь герцога стала первой настоятельницей. Впоследствии Адальрих оказывал всяческое покровительство Гогенбургскому аббатству: передал ему доходы с земель в Верхнем Эльзасе, а также десятину с нескольких селений в Нижнем Эльзасе и Брисгау.
Ряд средневековых авторов, использовавших в своих трудах данные из «Жития Одилии» и «Жития Германа, аббата Грандвальского», возлагали на Адальриха ответственность за попустительство в убийстве святых Леодегария и Германа Грандвальского. В трудах же других агиографов характеристики герцога скорее положительны: он деятелен, решителен, искренен, настоящий христианин, а его насилия в отношении духовенства объяснялись только чрезвычайной необходимостью. Несмотря на сложные, порой враждебные отношения между Адальрихом и духовенством, этот герцог Эльзаса уже в XII веке также стал почитаться как местночтимый святой. Культ святого Адальриха в Средневековье был распространён не только в Эльзасе, но также в Рейнланде и Баварии. Его реликвии были выставлены в Хоккенхайме, где в его честь проводились богослужения. Известно несколько средневековых изображений, представляющих Адальриха в традиционном для святых виде.

### Последние годы

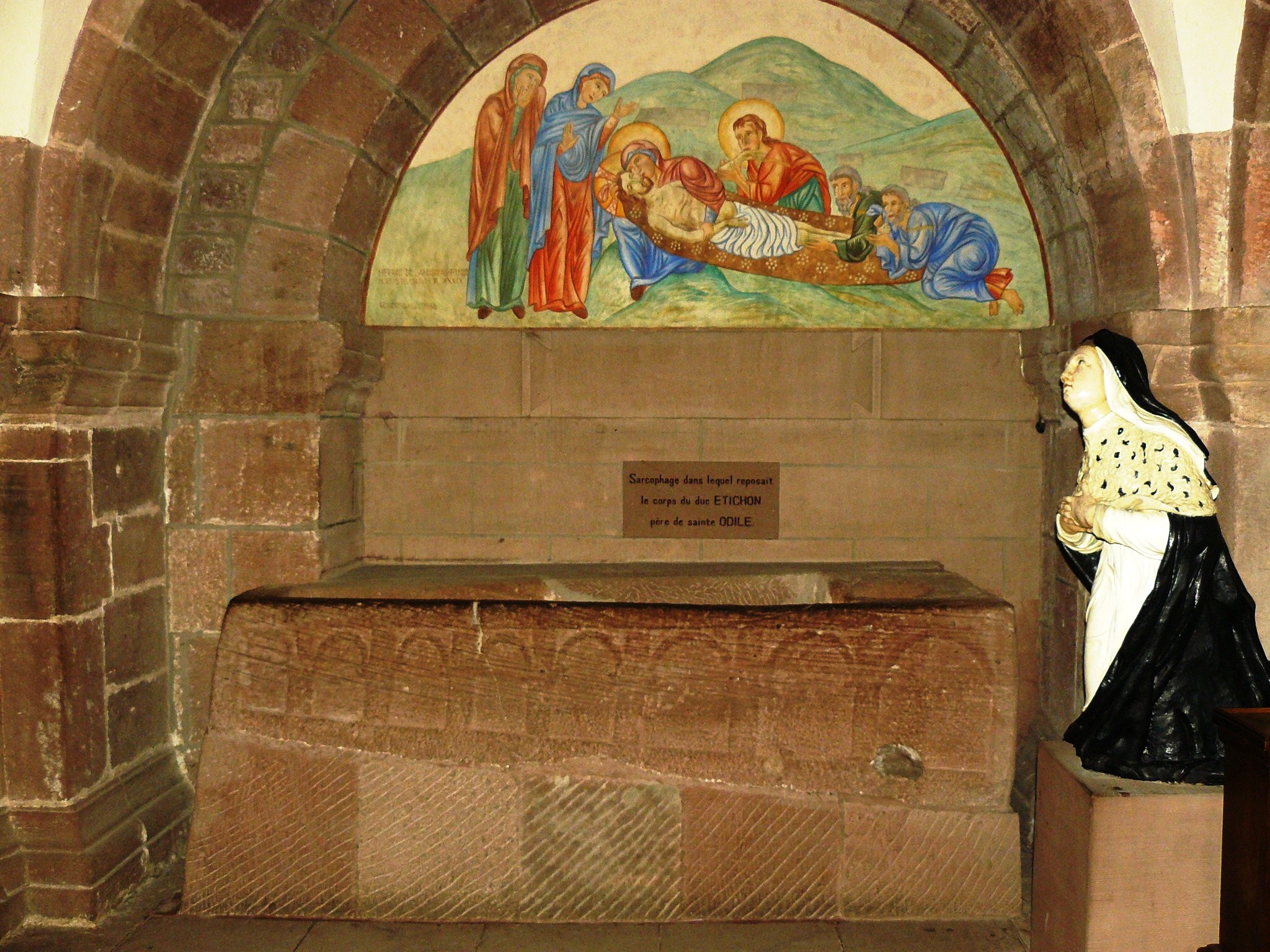
Саркофаг герцога Адальриха. Сент-Одиль

Будучи одним из наиболее верных приверженцев Пипина Геристальского, герцог Адальрих участвовал в войне майордома Австразии с правителями Нейстрии и Бургундии. В том числе, согласно эльзасским преданиям, в 687 году он особо отличился в битве при Тертри. Этот период — пик его могущества.
Последние годы жизни — между 693 и 697 годом — Адальрик провёл при дворе франкских королей Хлодвига IV и Хильдеберта III. Согласно церковным преданиям, незадолго до смерти Адальрих отказался от светской власти, передав её сыну Адальберту, и принял монашество. Дата кончины Адальриха точно не известна. Скорее всего, он умер в 700 году, как следует из жития святой Одилии. Однако существует также мнение, согласно которому Адальрих мог скончаться и ранее, например, 20 февраля 690 года. Вероятно, он умер в Гогенбургском аббатстве, где и был похоронен в специально построенной капелле. Его погребальный саркофаг сохранился в этом монастыре до наших дней.

### Семья
В составленной в аббатстве Хонау родословной Этихонидов перечислены четыре поколения потомков Адальриха. В том числе, в ней сообщается, что в браке Адальриха и Бересвинды родились шесть детей:
- Адальберт (умер в 722) — герцог Эльзаса с 700 года[11][16]
- Баттихо[исп.] (умер в 725) — участник основания аббатств Хонау и Вайсембург[11][26]
- Гуго — граф, участвовавший в основании аббатства Хонау[11][26]
- Этихо II[исп.] (умер в 723) — граф Нордгау, участвовавший в основании аббатства Хонау[11][26]
- святая Одилия (ок. 662—720) — сначала местночтимая святая; в 1807 году она была причислена к лику святых папой римским Пием VIII, а в 1964 году Пием XII признана покровительницей Эльзаса[11]
- святая Росвинда — монахиня в монастыре Гогенбург.

По прозвищу Адальриха — Этихо — его потомки стали именоваться Этихонидами. К нему возводили своё происхождение Церингены, Габсбурги и некоторые другие знатные роды. Однако достоверных подтверждений таких родственных связей нет. Как более вероятных потомков Адальриха современные историки рассматривают правителей Дагсбургского и Эгисхаймского графств XI—XII веков.